# Каллінік з Геліополя
Каллінік з Геліополя (д/н — після 678) — архітектор й науковець Візантійської імперії.

## Життєпис
Народився у місті Геліополь (Сирія). Стосовно його походження та молодих років замало відомостей. Висловлювалася думка, що він походив з Геліополя в Єгипті. Напевне це пов'язано з тим, що Каллінік йомвірно перед арабською навалою спочатку з Сирії втік до Єгипту, а звідти перебрався до столиці імперії. Вперше згадується в 673 році.
Тому висловлюється гіпотеза, що Каллінік міг народитися в 620-х роках. Із захопленням Сирії в 630-х роках він перебрався до Єгипту, де здобув свої знання, ймовірно навчався в Александрії, одному з провідних наукових центрів. В 641 році після захоплення міста арабами втік до Константинополя, де напевне продовжив свої практичні експерименти. До того ж він згадується як архітектор та інженер. З огляду на це, на думку дослідників, деякий час займався цивільними або військовими проектами, зокрема будівництвом портів або укріплень чи суден. Вважається що Каллінік винайшов грецький вогонь (відомий у візантійців як морський або блискучий вогонь) в 670 році. а також спеціальні сифону, за допомогою яким викидався вогонь. Також відомо, що Каллінік мав рецепти ще двох вогнів, але яких саме натепер втрачено.
Найбільше відомий Каллінік завдяки облозі Константинополя арабським флотом і військом. Тоді 677 року було застосовано винахід Каллініка — грецький вогонь, який швидко знищив ворожий флот, спричинивши загальну паніку арабів. Подальша доля Каллініка невідома. Висловлюється гіпотеза, що його нащадки займалися виготовленням та збереженням таємниці грецького вогню протягом декількох поколінь.